# Escola Básica dos 2.º e 3.º Ciclos D. Luís de Ataíde
A Escola Básica dos 2º e 3º Ciclos D. Luís de Ataíde é uma escola pública de ensino básico situada no concelho de Peniche, Portugal. A sua construção e inauguração remonta a 1973, recebendo várias melhorias e adições até aos dias de hoje. O nome da escola vem de D. Luís da Ataíde, 3.º Conde de Atouguia e 1.º marquês de Santarém.

## História
Com o aumento do número de alunos a frequentar o ensino no concelho, com especial atenção para a Escola Industrial e Comercial de Peniche, o Ministério da Educação mandou construir 3 pavilhões pré-fabricados, onde seriam administrados os ciclos preparatórios, medida que pouco resolveu o problema. Tendo em conta esta situação, que se expandiu após a reforma na educação de Veigas Simão, na altura Ministro da Educação Nacional, expandindo a escolaridade obrigatória até ao 2º ciclo (atual 6º ano de escolaridade), foi ordenada a construção de uma nova escola de ciclo preparatório entre 1973/74, desassociada com a Escola Industrial e Comercial de Peniche. Com a abertura no ano letivo de 1974/75, a 18 de Novembro de 1975, a Escola Industrial e Comercial perderia a administração do ciclo preparatório, que seria atribuído a nova escola, que se chamaria Escola Preparatória de Peniche, com os docentes que trabalhavam naquele ano ocupando os cargos. Nesse primeiro ano, 400 alunos de todo o concelho frequentaram a nova escola preparatória. 
Após o 25 de abril, a escola acabaria por sobrelotar, devido as mudanças no sistema educativo português. No ano letivo de 1986/1987, numa cooperação do Ministério da Educação e Cultura (do Ministro João de Deus Pinheiro) com a Câmara Municipal de Peniche e os professores locais, a escola recebeu novas melhorias, nomeadamente na criação de recintos desportivos e zonas ajardinadas. Novas mudanças viriam nos anos 90: Em 1993, a adição do 3º ciclo (7º, 8º e 9º anos), além da construção de uma escola básica na Atouguia levaria a mudanças demográficas do número de alunos na escola. Entre 1995 e 1997, novas infraestruturas seriam adicionadas, como o Bloco C (onde se localiza a Biblioteca e o Bar), o Refeitório, além de melhorias de infraestruturas já existentes. Por fim, em Dezembro de 2002, o pavilhão gimnodesportivo seria inaugurado, dando ainda mais condições á pratica de desporto por parte dos alunos da escola, mesmo em condições climatéricas desfavoráveis.
A direção atual tem como diretor Rui Cintrão, Subdiretor Marco Neves e a Adjunta Ana Esteves.

## Nome/Patrono da Escola
Ao longo da sua existência, a escola já possuiu vários nomes. Iniciando-se como "Ciclo Preparatório" em 1973, após a criação dos pavilhões pré-fabricados, este passaria para Escola Preparatória de Peniche após a desassociação com a Escola Industrial e Comercial, e Escola Básica do 2º e 3º ciclos D. Luís de Ataíde, tendo como patrono D. Luís de Ataíde, um fidalgo e militar português que seria condecorado como Conde da Atouguia devido as suas vitórias militares e governação de vice-rei da Índia.